# Musée de l'Automobile de Turin
Le Musée national de l'Automobile de Turin - MAUTO, dédié à l'origine à Carlo Biscaretti di Ruffia l'est maintenant à Gianni Agnelli,,.
Le musée, implanté à Turin, capitale italienne de l'automobile, est considéré comme l'un des plus importants et plus anciens musées automobiles dans le monde.

## Histoire
Nommé à l'origine Musée national de l'Automobile, il a été créé à la suite de la conférence organisée par l'Automobile Club de Turin en 1932 pour célébrer les « Vétérans de l'Automobile », précisément les personnes ayant obtenu leur permis de conduire depuis plus de 25 ans. Les auteurs de cette  proposition sont deux pionniers du sport automobile italien, Cesare Goria Gatti et Carlo Biscaretti di Ruffia, deux des cofondateurs de l'Automobile Club d'Italie et de Fiat.
En 1933, Giuseppe Acutis, président de l'Association des Constructeurs Automobiles, invite Carlo Biscaretti di Ruffia et Giuseppe Miceli, directeur de l'Automobile Club de Turin, à organiser une exposition rétrospective dans le cadre du Salon de Milan, pour évaluer l'intérêt du public en vue de possibles développements. Carlo Biscaretti di Ruffia était resté depuis son plus jeune âge aux côtés de son père Roberto, se consacrant à sa passion pour les moteurs durant toute sa carrière d'artiste, d'ingénieur et de journaliste. Il réussit ainsi à se faire prêter une centaine de voitures qui ont été présentées à l'exposition, ce qui souleva un très grand intérêt parmi le public.

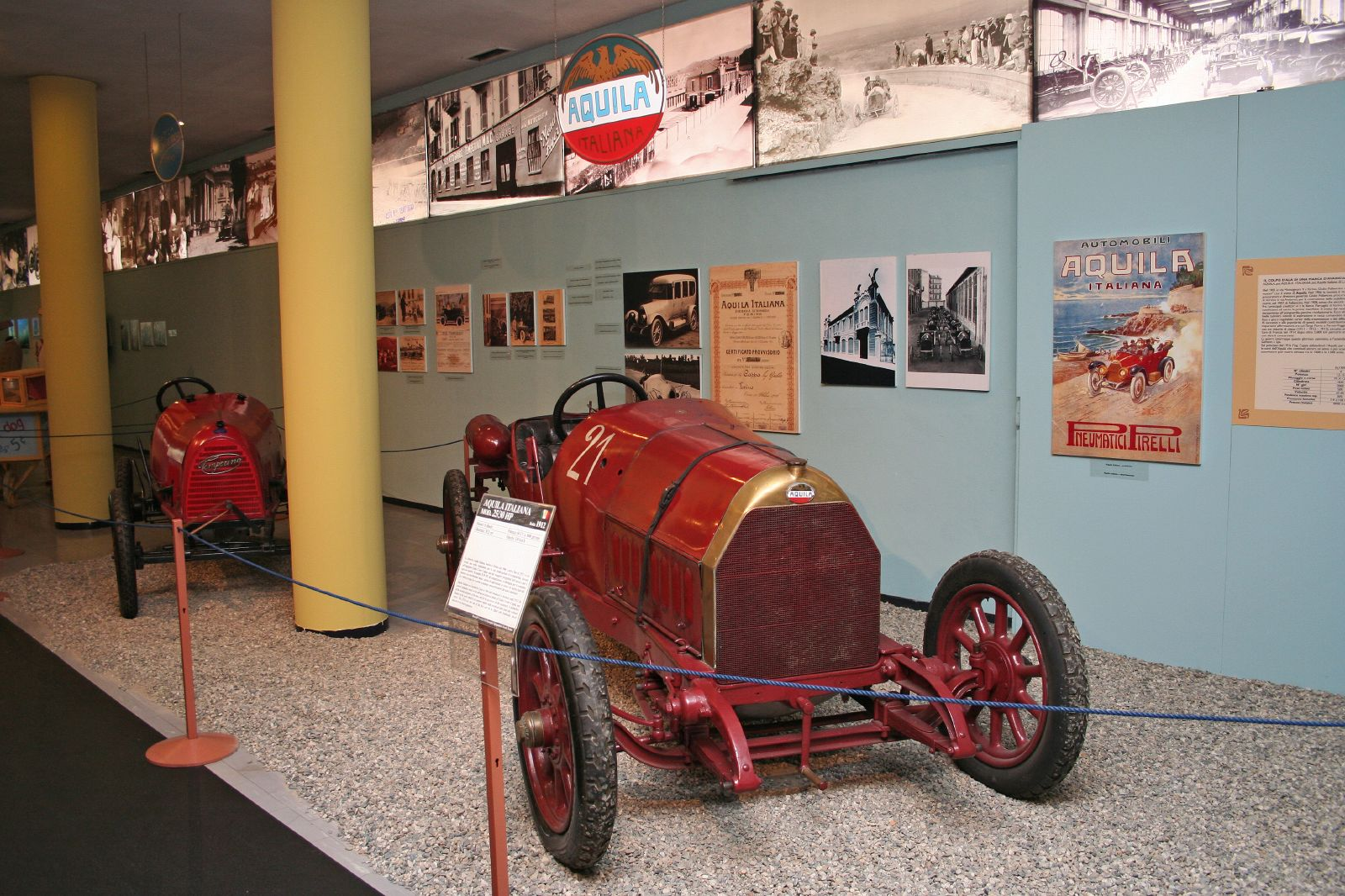
Une Aquila Italiana et une Temperino exposées au musée.

Le 19 juillet 1933, la ville de Turin, par une délibération du conseil municipal, décide de créer le musée. Un comité spécial de promotion est constitué, après avoir obtenu l'approbation de Benito Mussolini alors Chef du Gouvernement, Premier Ministre et Secrétaire d'État, qui a personnellement imposé le nom de « Musée National de l'Automobile ». Quelques jours plus tard, le maire de Turin Paolo Ignazio Maria Thaon di Revel confie à Carlo Biscaretti di Ruffia la direction provisoire  du projet, fonction qu'il allait occuper vingt ans.
Le principal problème était de trouver un lieu approprié pour ce musée. Les premières acquisitions foncières ont concerné un dépôt dans la rue Andorno, ceux de l'ancienne usine du constructeur automobile disparu Aquila Italiana. Ces locaux ont été jugés inapropriés comme d'ailleurs les quatre autres propositions qui suivirent avant de choisir celui qui deviendra le lieu actuel, corso Unità d'Italia. L'emménagement eut lieu en 1938 avec le transfert d'une centaine de voitures et châssis, une bibliothèque et des archives.
Les locaux, cependant, n'étaient pas très fonctionnels. Les salles n'étaient pas vraiment adaptées pour une exposition de voitures avec des écarts de température qui pouvaient décourager les visiteurs et risquaient d'endommager les véhicules exposés.
Au cours de la Seconde Guerre mondiale,  la collection est restée intacte malgré  les nombreux bombardements  pendant la présence des troupes nazies d'abord puis des Alliés. Malheureusement, la bibliothèque et les archives ont été partiellement détruites et pillées.
Après la guerre, le projet de musée est revenu à l'ordre du jour pour trouver des locaux mieux adaptés et définitifs. L'Association des constructeurs s'est intéressée au projet de musée en juillet 1955 et a décidé de financer la construction d'un nouveau bâtiment. Le terrain a été trouvé toujours corso Unità d'Italia, terrain appartenant à la ville de Turin. Les emprunts engagés furent garantis par Fiat et la famille Agnelli, puis s'y joignirent les fabricants de pneumatiques Pirelli et CEAT, la compagnie pétrolière ENI, des banques et autres institutions de la ville.

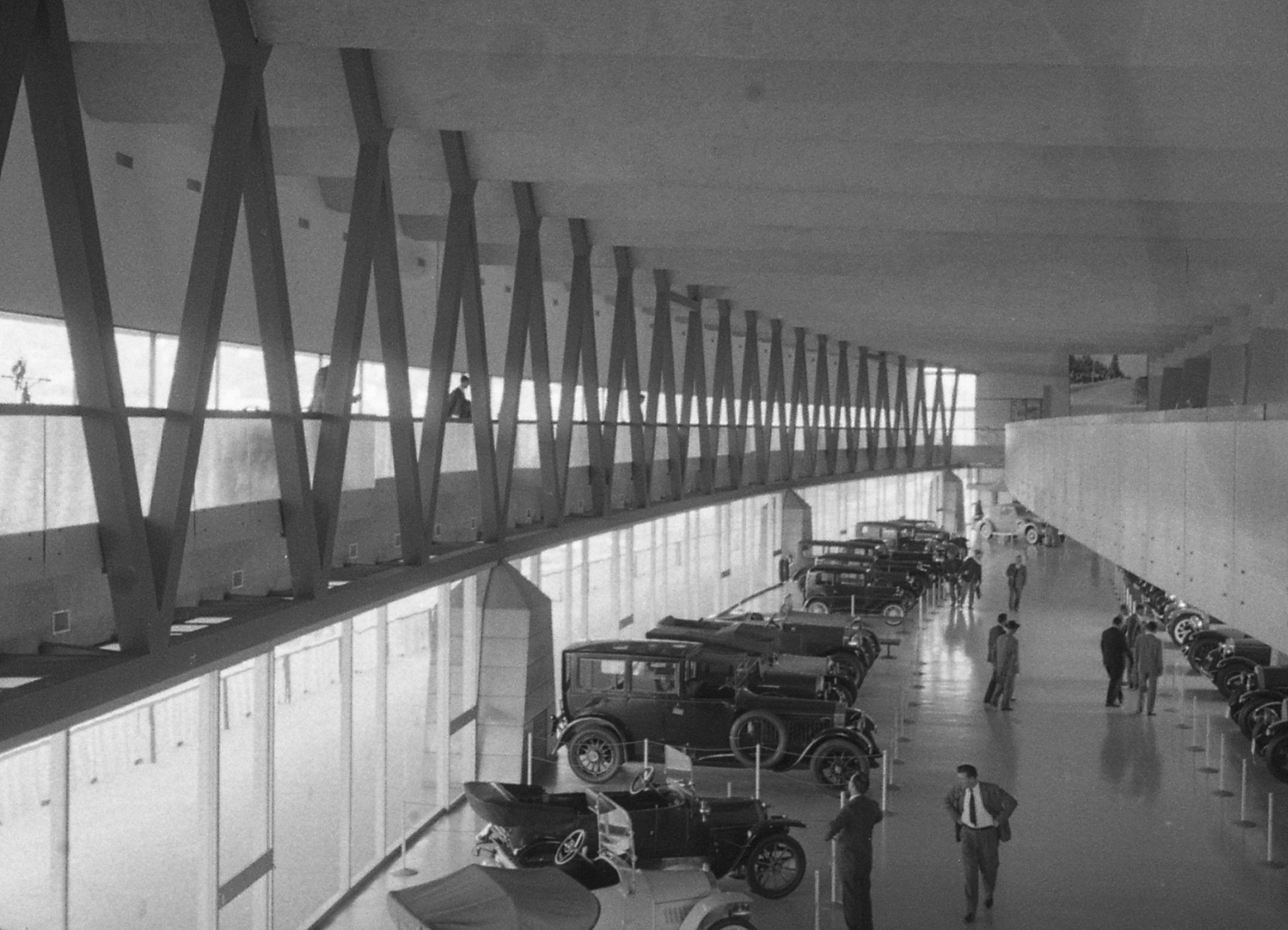
Intérieurs de musée photographiés par Paolo Monti en 1961 (Fondo Paolo Monti, BEIC).

Lorsque les travaux de construction du nouveau bâtiment ont débuté, l'organisme de tutelle a été rebaptisé « Musée de l'Automobile », via un acte notarié daté du 22 février 1957, et reconnu par un Décret du Président de la République italienne du 8 octobre la même année. Carlo Biscaretti di Ruffia a été nommé président du conseil d'administration. À sa mort, en septembre 1959, il fut décidé que le Musée lui serait dédié et porterait son nom, en mémoire de son engagement pour sa construction. Le musée a été officiellement ouvert au public le 3 novembre 1960 Tout au long de son histoire, le musée a été enrichi par de nouvelles sections : le centre de documentation et la bibliothèque. En 1975, la bibliothèque et le centre ont reçu des livres, documents et photographies originales, provenant d'une donation liée à l'héritage Canestrini, qui a notablement enrichi le Musée.
Au fil des ans, avec l'apport de nouveaux véhicules et de documents, il est devenu évident que le Musée avait atteint les limites de son bâtiment. En 2003, la ville de Turin a approuvé le financement pour une restructuration complète du bâtiment et son agrandissement. Le 10 avril 2007, le musée est fermé au public afin d'engager les travaux  de restructuration et d'extension qui dureront trois ans. La réouverture et l'inauguration eurent lieu le 19 mars 2011. La collection de voitures est complétée par des animations interactives et est divisée en trois parties distinctes, une par étage. Dans le quartier, la ville de Turin a également favorisé la création d'activités complémentaires qui font vivre le Musée de l'Automobile à toutes les heures de la journée et de la soirée. C'est un élément positif dans le développement de la zone urbaine sud-est de Turin. Le 19 mars 2011 au cours des célébrations du 150e anniversaire de l'unification de l'Italie dans la ville de Turin, le Président de la République italienne Giorgio Napolitano a officiellement ouvert le musée avec ces mots « L'Art et l'Industrie sont notre force ».

## Le musée

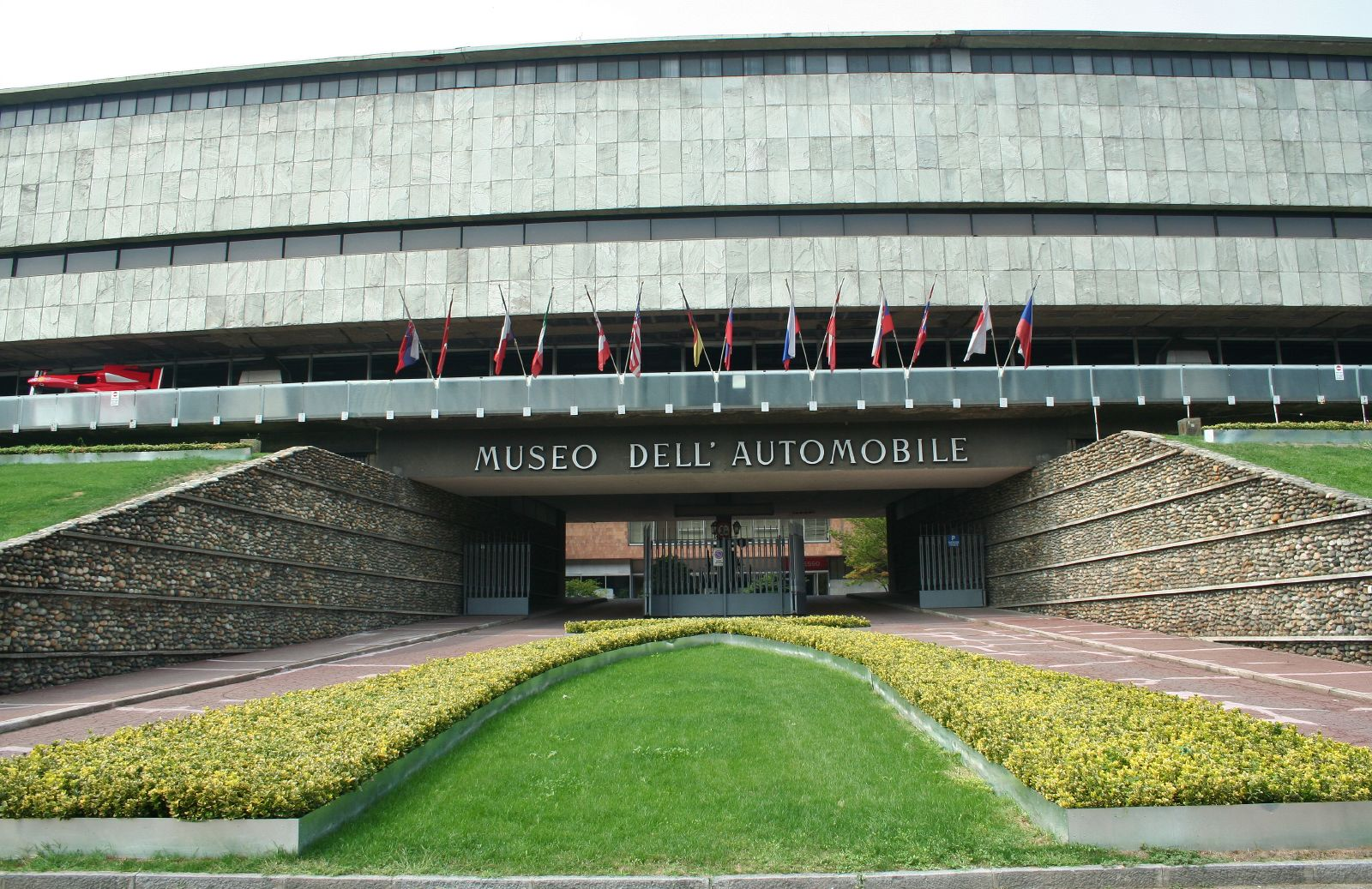
L'entrée du musée de l'Automobile de Turin.

### Le bâtiment

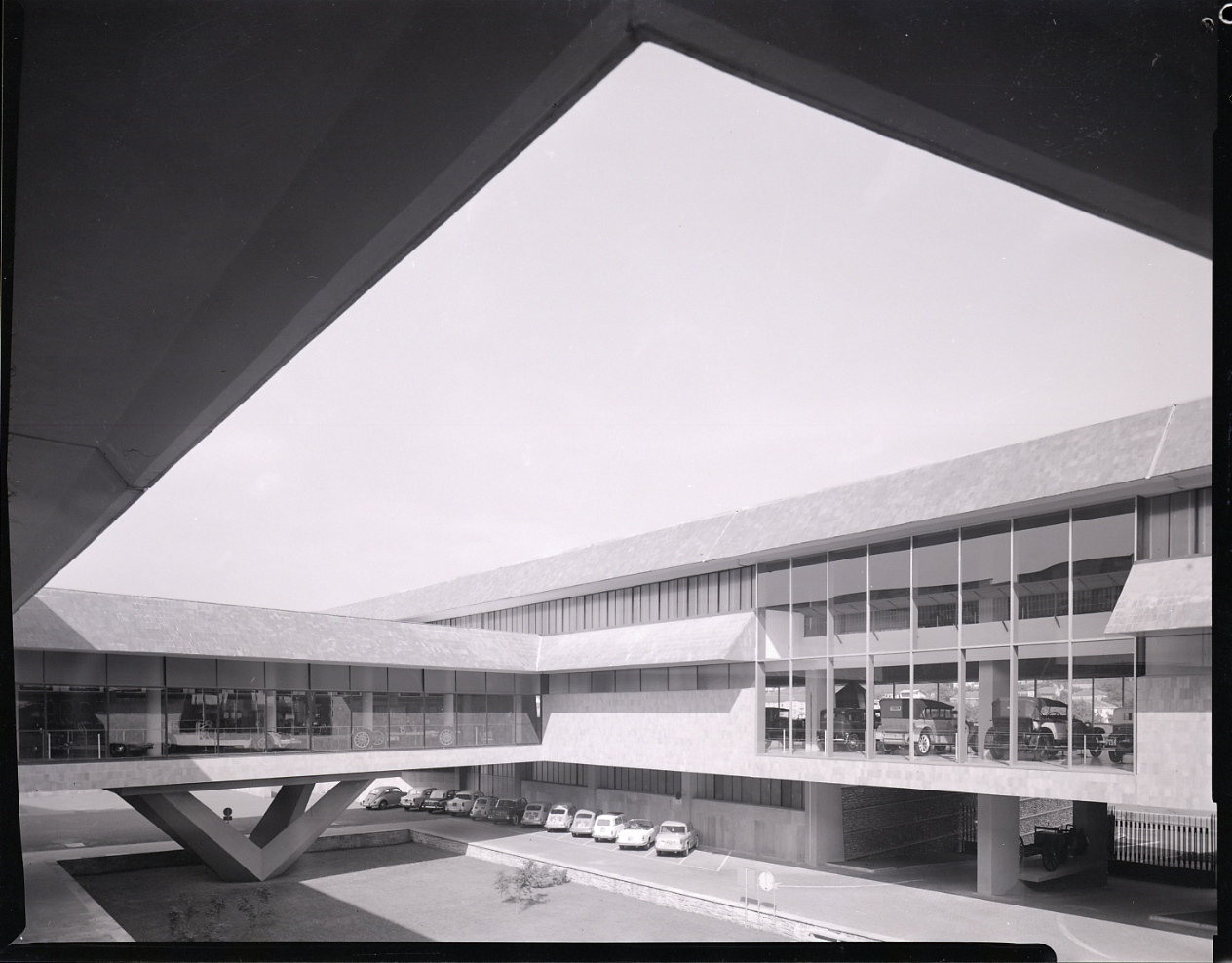
Le bâtiment du musée photographiés par Paolo Monti en 1961.

Proche de l'usine Fiat du Lingotto, le Musée de l'Automobile de Turin est implanté sur la rive gauche du Pô depuis 1960. C'est un des rares musées automobiles du monde construit spécifiquement pour abriter une grande collection de voitures. C'est également un exemple d'architecture moderne, dont le projet est l'œuvre de l'architecte Amedeo Albertini à qui l'on doit, rien qu'à Turin, le siège social de la compagnie d'assurances SAI, l'usine des cafés Lavazza et les bureaux de RIV. La structure est en béton armé et précontraint. Deux facteurs déterminants ont été pris en compte pour le projet : la vue dégagée sur le Pô et les collines, et le caractère particulier des objets à exposer, qui ne pouvaient s'accommoder d'un environnement intime et limité. Il fallait donc mettre en œuvre le concept des très grands espaces.
Le bâtiment, dans le projet original de 1960 est caractérisé par une imposante façade en longueur, convexe et revêtue de pierre, qui donne l'impression d'être suspendue au-dessus d'un vitrage.

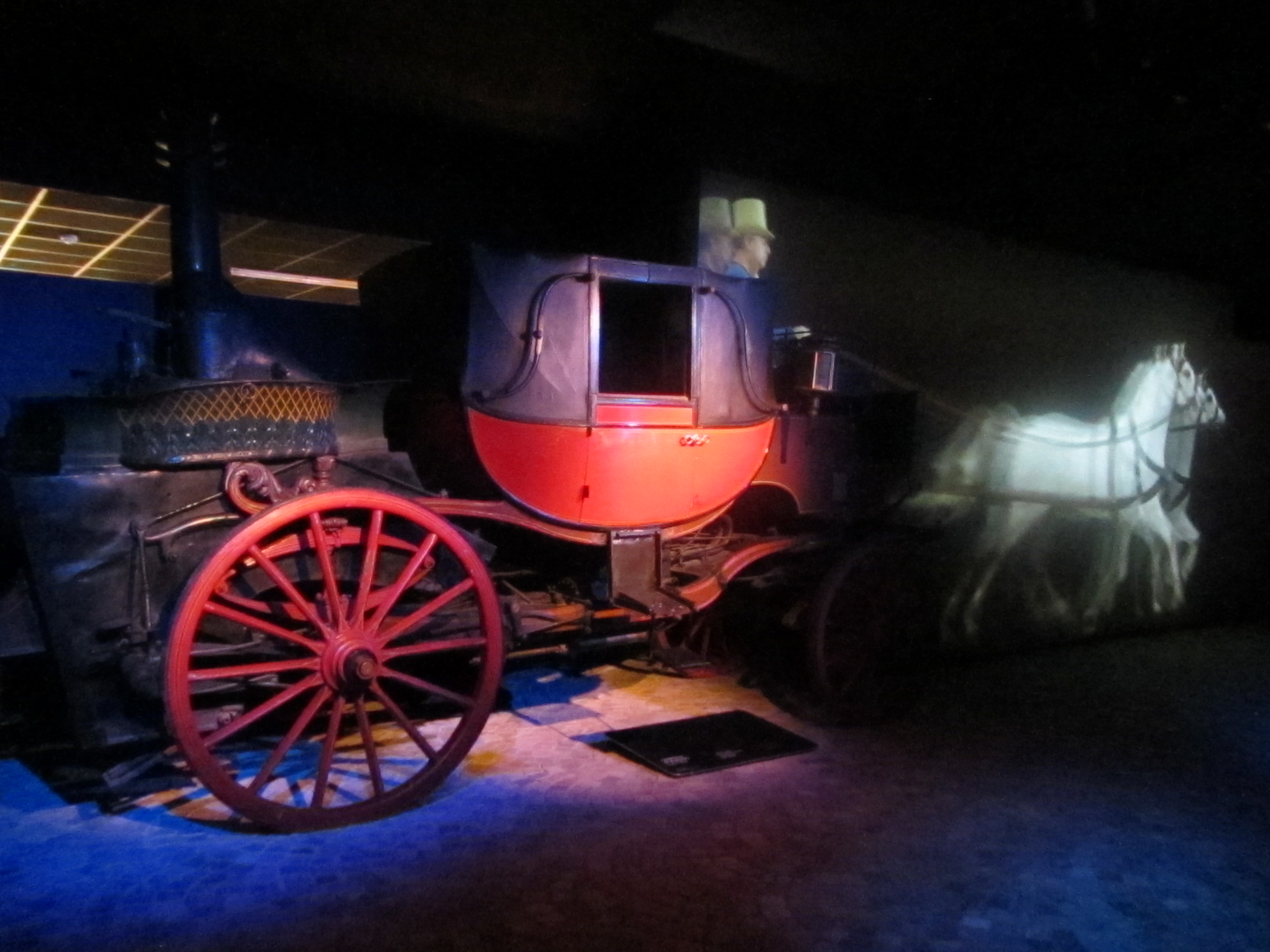
La voiture de Bordino (1804-1879) dans un montage où les chevaux « disparaissent » remplacés par un moteur à vapeur.

En 2011, après un vaste programme de rénovation du bâtiment existant et de construction d'un nouveau bloc, le musée a rouvert ses portes. Le sous-sol du nouveau bâtiment abrite des voitures de collection non exposées et un centre de formation à la restauration automobile.
La cour intérieure se transforme en une grande pièce couverte d'une verrière afin de favoriser l'éclairage naturel. Ce nouveau bâtiment qui s'intègre parfaitement dans le cadre est dû à l'architecte milanais Cino Zucchi.
L'opération a couté 33 millions d'euros, dont 23 ont été financés par la Ville de Turin (novembre 2011). Ces travaux ont permis quasiment de doubler l'espace disponible pour l'exposition passant de 11 000 à plus de 19 000 m2. C'est le groupement d'entreprises Recchi Engineering de Turin et Proger de Rome,, qui a remporté l'appel d'offres européen, sur les 38 postulants retenus à concourir.

Le bâtiment du musée photographiés par Paolo Monti en 1961
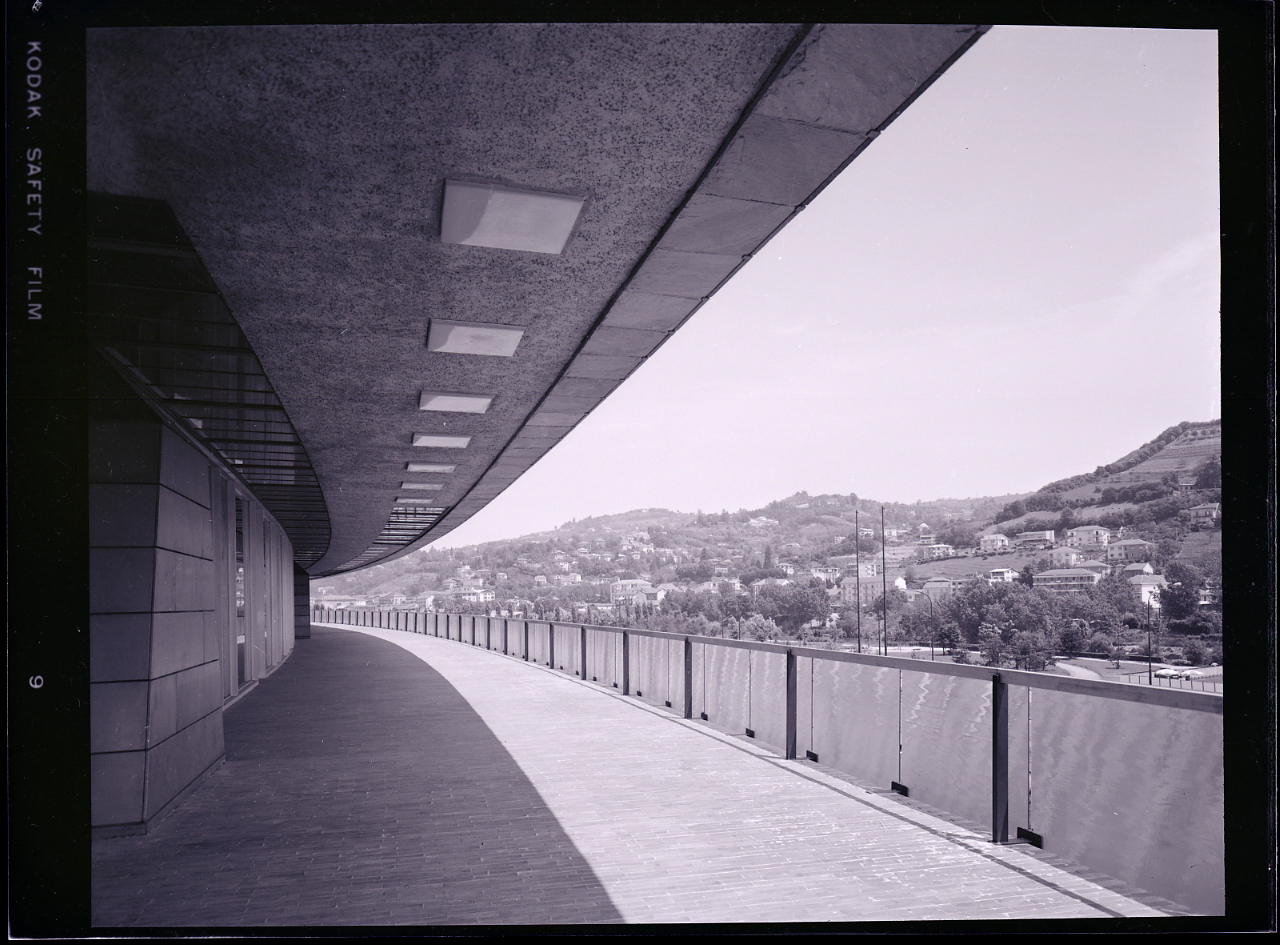
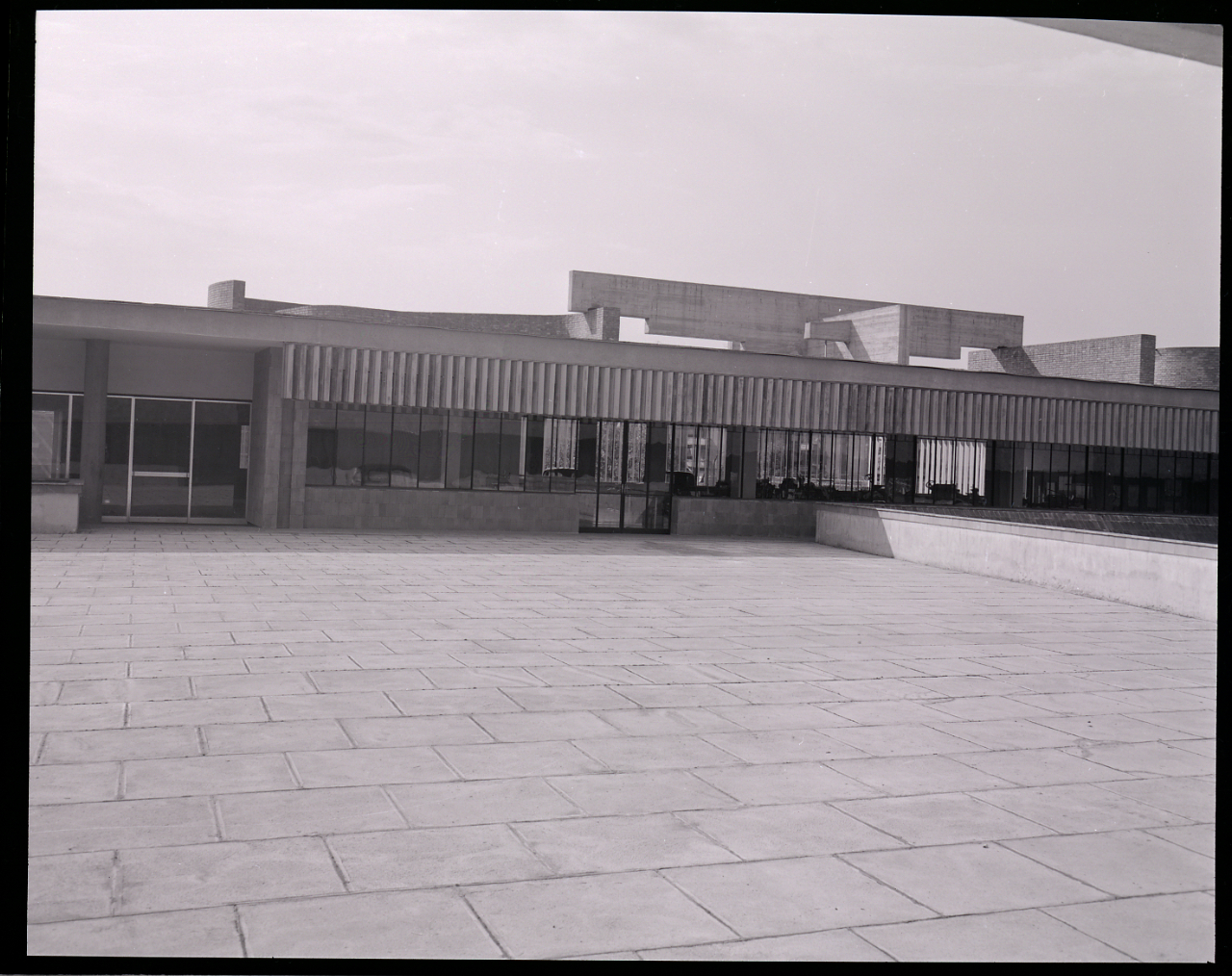
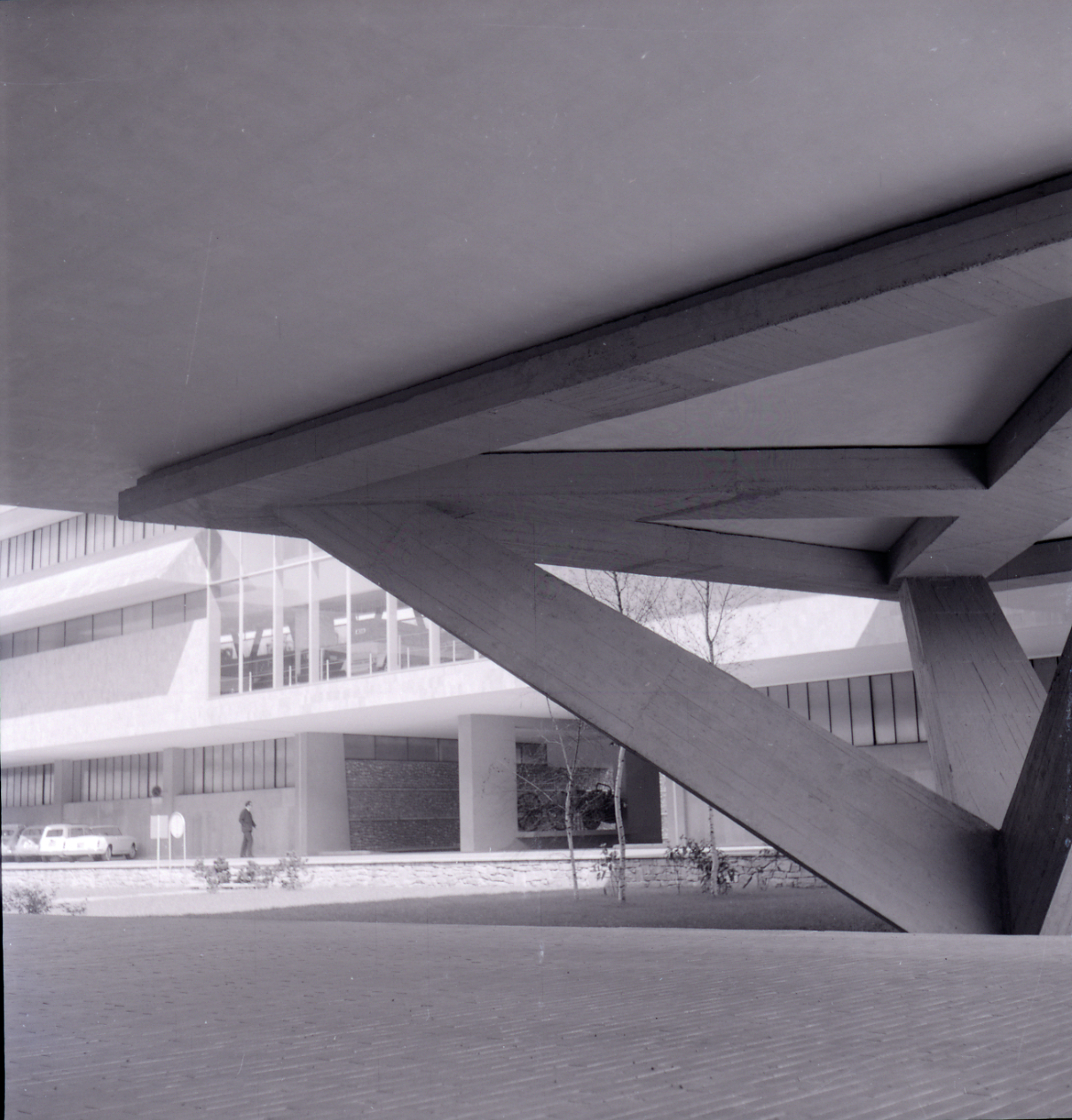
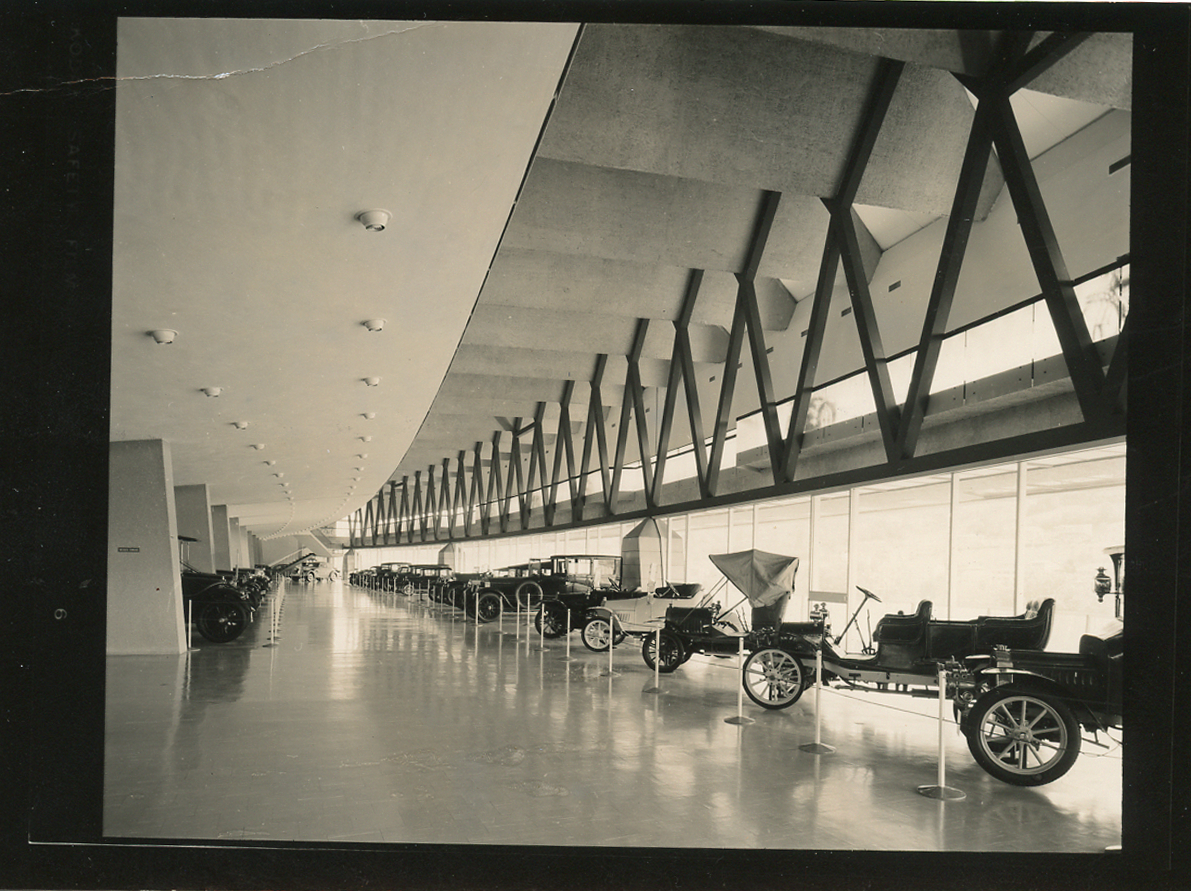

### L'exposition
Pratiquement 200 voitures sont exposées dans plus de 30 salles équipées avec des jeux de lumières et des écrans de projection où les voitures sont replacées dans leur contexte d'origine. En plus des voitures de la collection permanente, le musée offre également des expositions temporaires, où sont exposés des concept cars, des modèles réduits, des maquettes ou des concepts novateurs sur la mobilité. Mais les voitures ne sont pas les seuls sujets exposés. L'exposition fait également la part belle à la technique automobile, les moteurs et composants, tous les éléments liés à l'automobile. L'exposition est présentée à travers trois siècles d'histoire, les voitures produites entre 1769 et 1996, à l'exclusion des concept-cars et des expositions temporaires. Tous les modèles présentés sont d'origine et produits par plus de 80 constructeurs différents. Les voitures exposées sont réparties sur les trois étages de l'immeuble, à partir du deuxième étage. Chaque étage est consacré à un thème très précis :

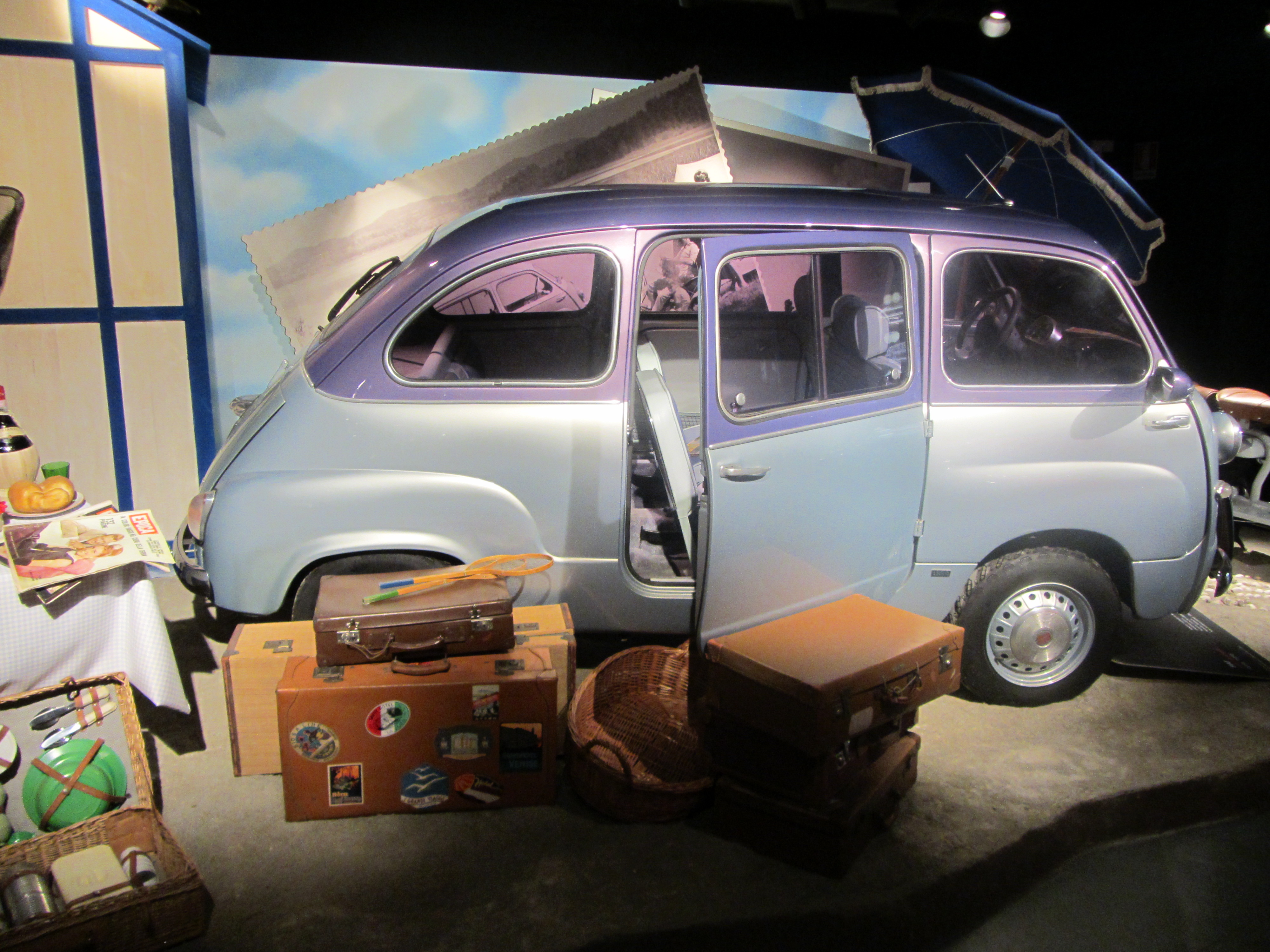
Un des nombreux modèles exposés : une Fiat 600 Multipla en condition de départ en voyage en famille. Ce fut le premier véhicule monospace.

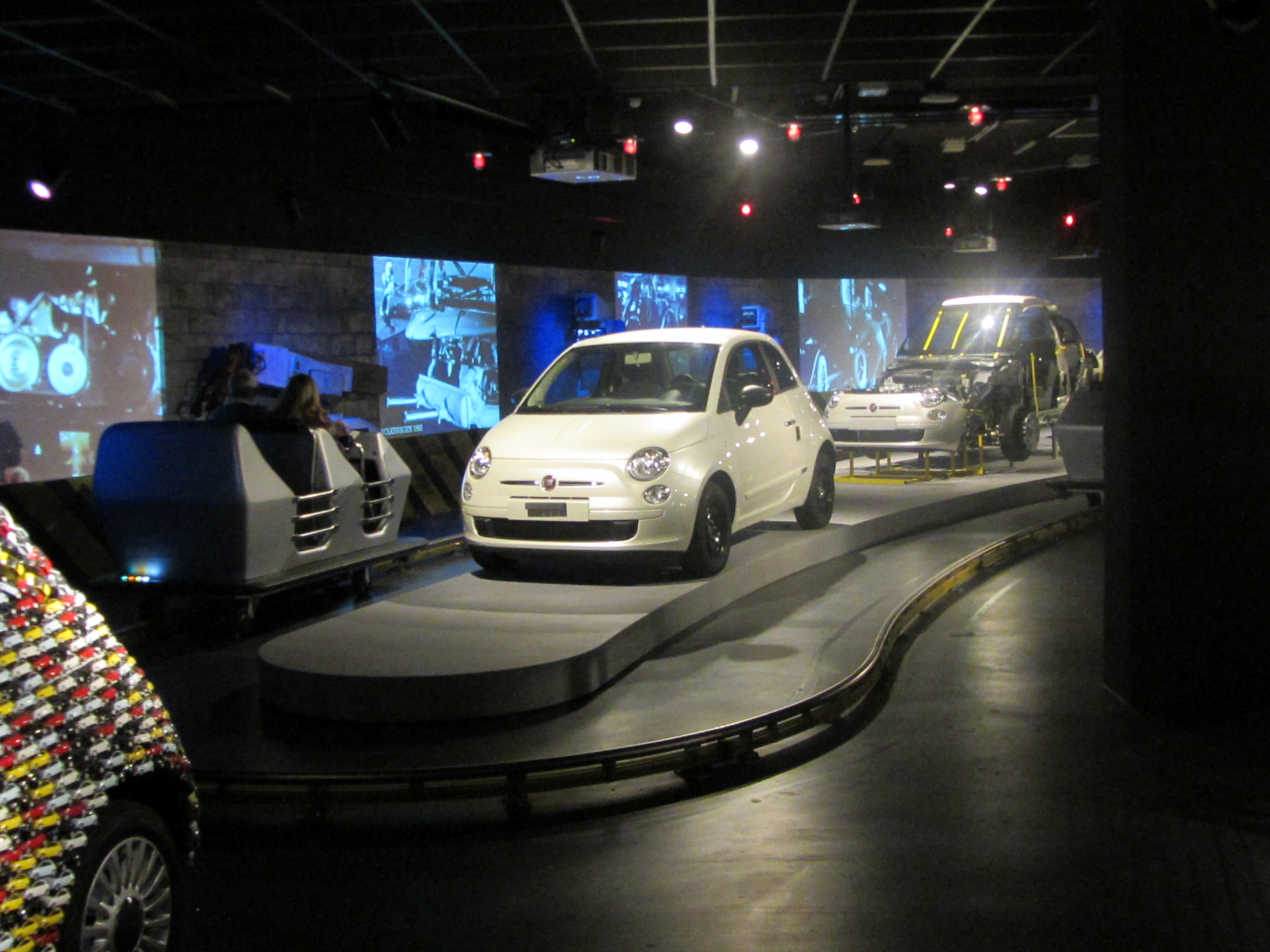
Visualisation de la ligne d'assemblage de la Fiat 500.

La voiture et le XXe siècleCette section de l'exposition illustre l'histoire de l'automobile, de sa naissance, des passions, des changements technologiques et des événements qui l'ont transformée. Ici, on découvre comment les chevaux ont disparu pour laisser la place au moteur, on fait revivre le mythe et la recherche de la vitesse et on découvre comment la sportivité et le luxe étaient deux notions d'abord opposées qui se sont ensuite mariées. Dans cette section, on ne fait pas revivre la voiture du seul point de vue historique mais en plus de l'état des voitures et des constructeurs de l'époque de la Première Guerre mondiale, des années 1920 et 1930, l'accent est mis sur l'évolution des voitures au fil du temps, de la recherche de l'aérodynamisme à la révolution industrielle en Italie, avec des modèles minuscules jusqu'aux plus gros. Une section est également consacrée aux jeunes avec le mouvement « hippie » et les différences entre les tendances européennes et celles du reste du monde. L'accent a aussi été mis sur le « Vieux Continent » qui a vu une grande différence entre les pays de chaque côté du rideau de fer. L'Europe « capitaliste » est représentée par une Ferrari 412, une luxueuse puissante et coûteuse voiture de sport italienne, l'Europe communiste est représentée par une vieille voiture peu onéreuse, une FSO Syrena L 105 donnée par Fiat Auto Poland.
L'homme et la voitureL'automobile et le Design

## La collection

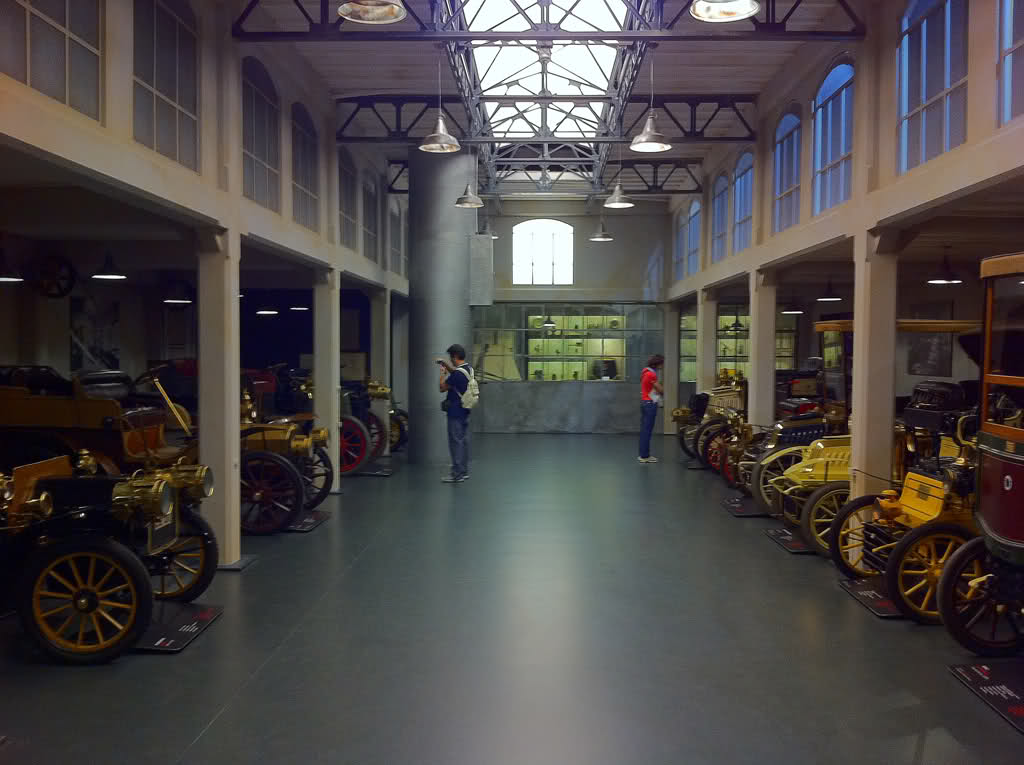
Véhicules du début du XXe siècle.

La collection permanente du musée compte plus de 200 voitures, plus quelques châssis et une vingtaine de moteurs. Les voitures sont d'environ 80 marques différentes dont beaucoup ont disparu depuis longtemps, représentant neuf pays Italie, Belgique, Royaume-Uni, Allemagne, Pays-Bas, France, Pologne, Espagne et États-Unis.
Parmi les modèles les plus précieux on compte :
- la voiture à vapeur Bordino de 1854,
- la première automobile Fiat, la Fiat 3½ HP de 1899, sans marche arrière;
- La Jamais contente de 1899, la première voiture à atteindre la vitesse de 100 km/h,
- le premier modèle Benz & Cie de 1893 avec boîte de vitesses,
- le Peugeot Type 3 de 1893,
- la Miari, Giusti & C. Tricycle Bernardi 3,5 HP de 1896 ;
- le premier modèle Oldsmobile de 1904 ;
- la Fiat de 1907 qui a remporté le Grand Prix de l'ACF;
- l'Itala 35/45 HP de 1907 a remporté la course raid Pékin-Paris de 16,000 km,
- Itala Palombella de 1909 qui a appartenu à Marguerite de Savoie (reine d'Italie),
- La voiture électrique du turinois STAE de 1909,
- la Rolls-Royce Silver Ghost de 1914,
- l 'Isotta Fraschini Tipo 8 de 1920,
- la Diatto 30 de 1925,
- l'Alfa Romeo P2 de 1930,
- la Austin 7 de 1932,
- La Fiat 500 Topolino de 1936,
- la Ferrari 500 d'Alberto Ascari qui a remporté le titre mondial en 1952,
- la Lancia Aprilia de 1948,
- la Cisitalia 202 de 1948,
- la Fiat Turbina de 1954,
- la Jaguar Type E de 1969,
- l'Iso Rivolta Lele F de 1972,
- la Ferrari 126 C2 de Gilles Villeneuve qui a couru en 1982,
- la Ferrari F40 de 1987 et beaucoup d'autres[17].

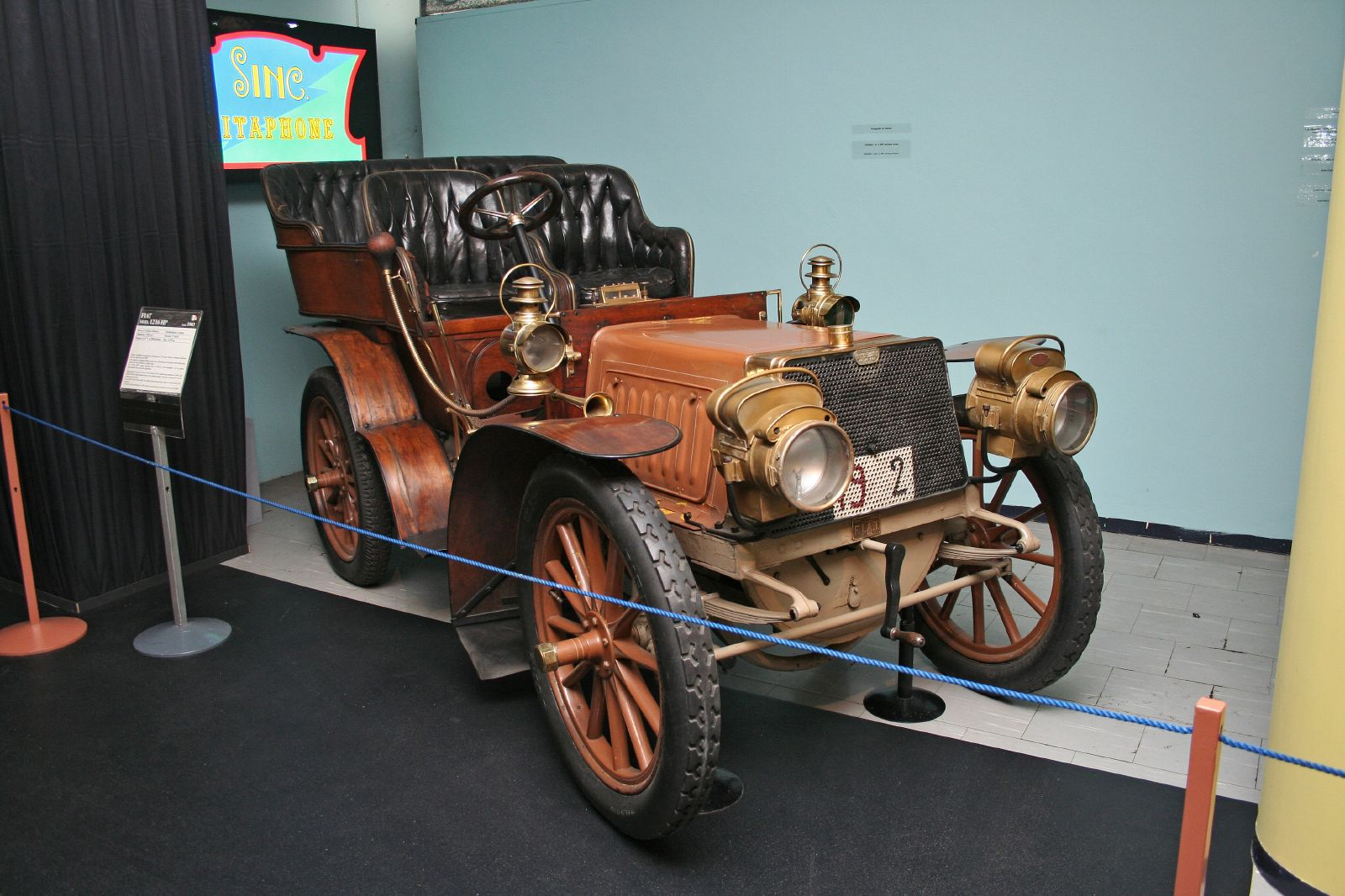
Fiat 12 HP
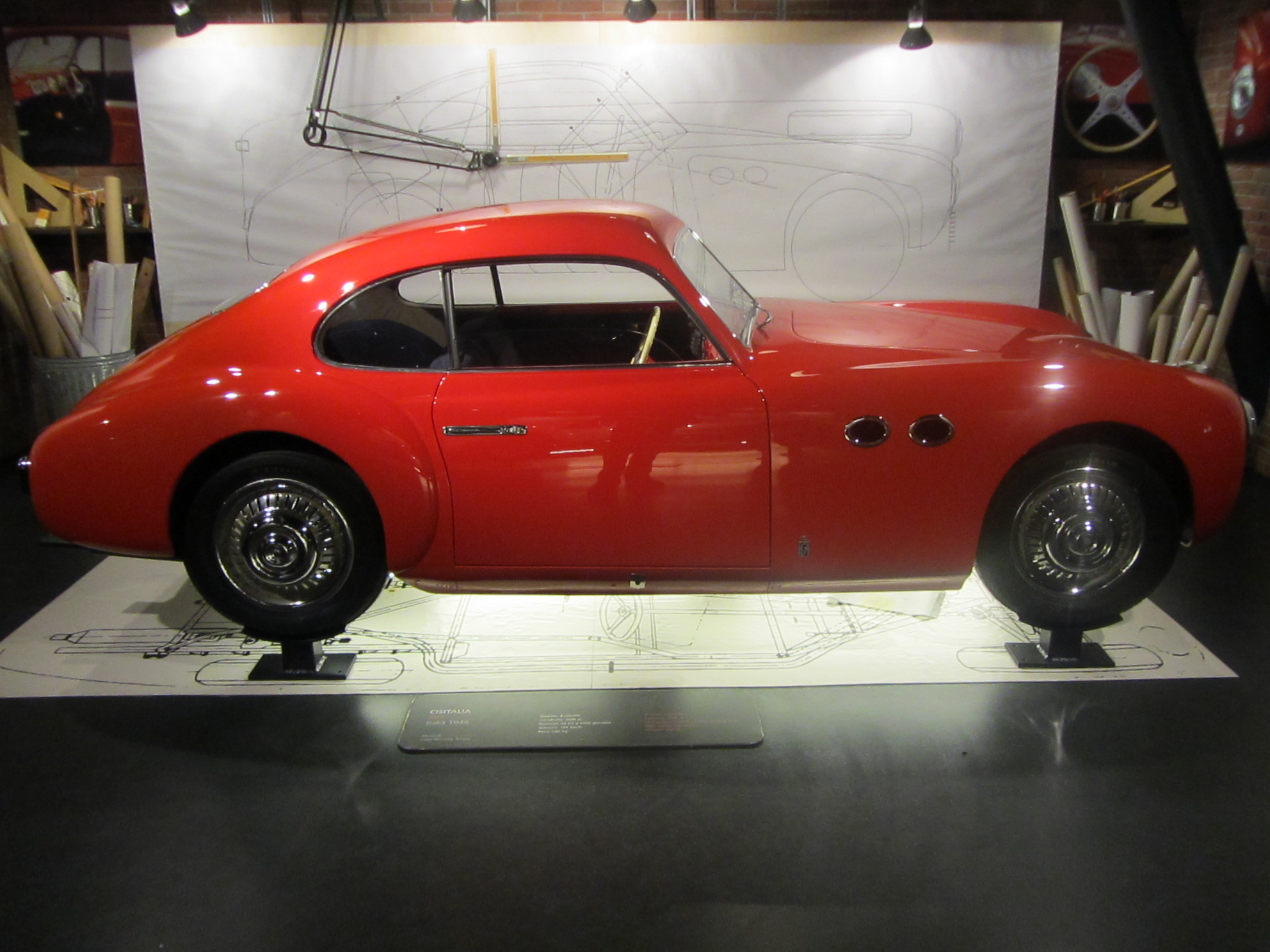
Cisitalia 202
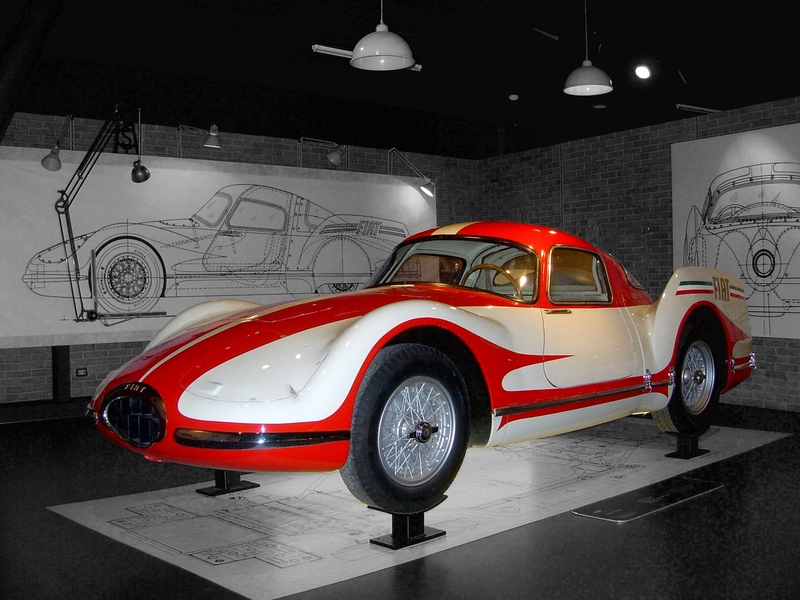
Fiat Turbina
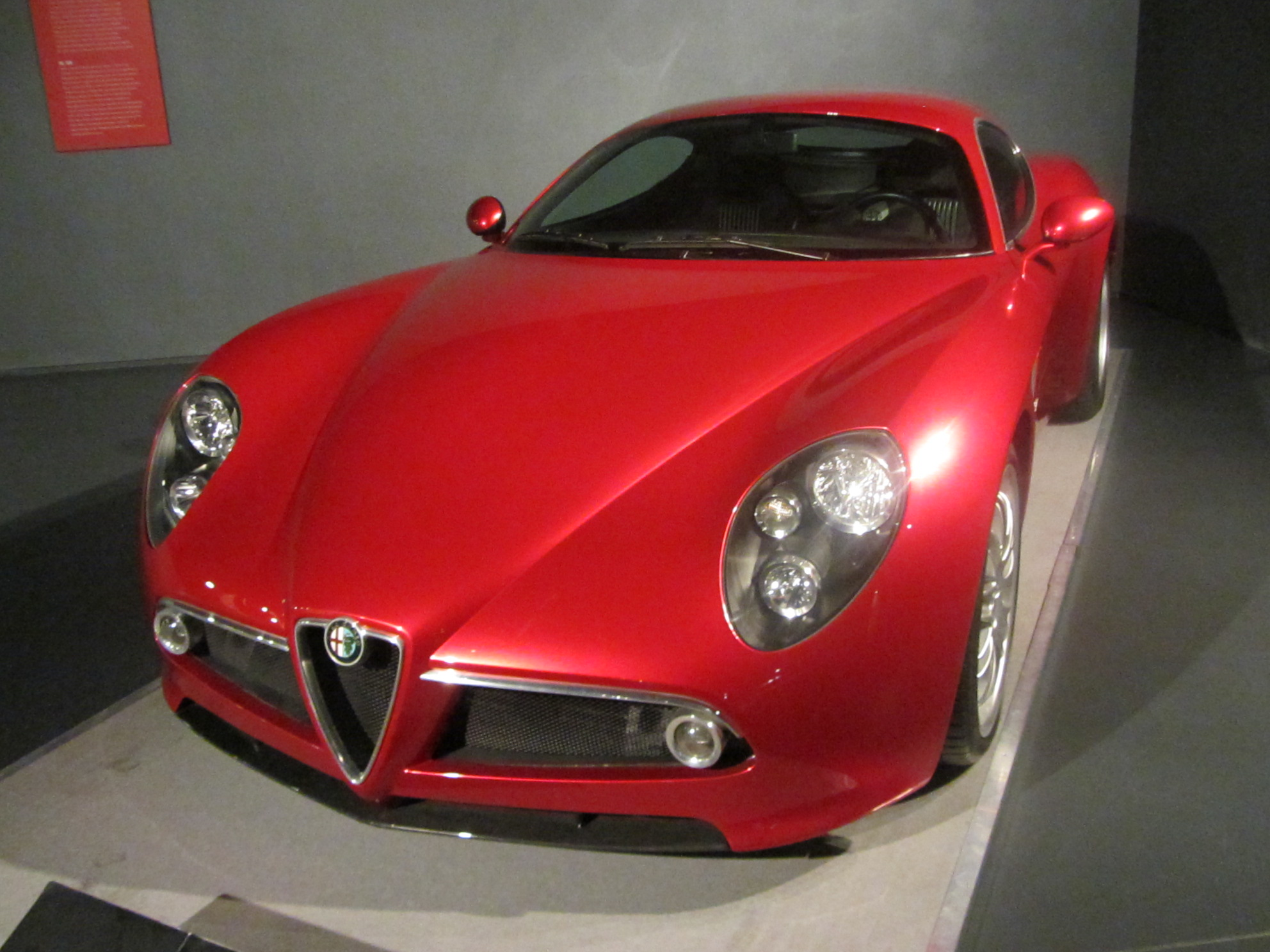
Alfa Romeo 8C Competizione

Parmi ces modèles « historiques », il y a aussi le projet de la voiture à ressorts de 1478 créée par Léonard de Vinci.
En plus de ces voitures qui ont marqué le XXe siècle, la collection s'est enrichie au fil des ans avec de nouveaux véhicules, pas uniquement des modèles de grande série comme la nouvelle Fiat 500 de 2007, mais aussi des concept car comme la Fiat Ecobasic, la Fioravanti LF1, un prototype de 2009 signé par le constructeur italien Fioravanti avec Magneti Marelli, Brembo et Pirelli, visant à améliorer la sécurité des voitures de Formule 1.
En plus des « concept » on trouve également des voitures produites en série très limitée comme les « dream cars », l'Alfa Romeo 8C Competizione et sa version spyder. La collection est enrichie non seulement par des concepts tels que l'Alfa Romeo Disco Volante ou le concept EYE réalisé par l'Istituto Europeo di Design de Turin pour Tesla Motors, mais aussi par de nombreuses voitures de course et monoplaces de Formule 1 comme la Ferrari F310 de Michael Schumacher en 1996, la monoplace Alfa Romeo 179B ou l'Alfa Romeo 155 V6 TI, célèbre pour avoir dominé le DTM dès sa première année de participation en 1993.

### Le «Garage» et «l'École de restauration»
Installés au niveau semi enterré, ces activités ont été ajoutées lors de la restauration de l'édifice en 2011. Les locaux occupent une surface de 2 000 m2. Dans le Garage, sont conservés à l'abri, les éléments du patrimoine du Musée non exposés au public. Ces automobiles ne font pas partie de la collection permanente du Musée pour des raisons logistiques. Ces automobiles sont exposées par roulement et lors d'expositions à thèmes. À ce même étage, on trouve également l'École de restauration où sont restaurées les voitures par des spécialistes qui forment des jeunes à cette spécialité, voitures qui seront ensuite exposées ou entreposées au "Garage".

## Liste des modèles exposés
- 1769 - Fardier de Cugnot
- 1854 - Voiture à vapeur de Bordino
- 1891 - Pecori 1891
- 1892 - Peugeot Type 3
- 1893 - Benz Viktoria
- 1896 - Miari, Giusti & C. Tricycle Bernardi 3,5 HP
- 1898 - Benz 3HP Velo
- 1899 - Fiat 3½ HP
- 1899 - La Jamais contente
- 1899 - Panhard & Levassor B1
- 1899 - Renault 3 1/2 HP
- 1899 - Benz 8 HP Break
- 1901 - ceirano 5 HP
- 1901 - Fiat 8 HP
- 1901 - Fiat 12 HP
- 1902 - Darracq 9,5 HP
- 1903 - Florentia 10 HP
- 1903 - De Dion-Bouton 8 HP
- 1903 - Fiat 16-20 HP
- 1904 - Oldsmobile Curved Dash Runabout
- 1905 - Fiat 24-32 HP
- 1906 - Fiat 24-40 HP
- 1907 - Pope C/60 V
- 1907 - Fiat 130 HP Corsa
- 1907 - Itala 35/45 HP "Pékin-Paris"
- 1907 - De Dion-Bouton BG
- 1908 - Brixia-Züst 10 HP
- 1908 - Fiat 18-24 HP
- 1908 - Legnano A 6/8 HP
- 1909 - STAE Voiturette électrique
- 1909 - Isotta Fraschini AN 20/30 HP
- 1909 - Itala 35/45 HP "Palombella"
- 1910 - Renault AG-Flacre Paris
- 1911 - Fiat Tipo 4
- 1911 - Bedelia 8 HP
- 1912 - Fiat Zero
- 1912 - Opel 5/12 HP
- 1912 - Itala 25/35 HP
- 1912 - Aquila Italiana 25/30 HP
- 1913 - Delage AB8
- 1914 - Storero A 25/35 HP
- 1914 - Fiat S 57/14 B
- 1914 - Rolls-Royce Silver Ghost
- 1914 - Lancia Theta
- 1916 - Renault 12 HP
- 1916 - Ford T
- 1920 - Ansaldo 4A
- 1920 - Temperino 8/10 HP
- 1920 - Isotta Fraschini Tipo 8
- 1922 - Citroën Type C3
- 1921 - Fiat 501
- 1922 - OM 469 N
- 1922 - Lancia Trikappa
- 1922 - Chiribiri châssis Milan
- 1922 - SPA 23 S
- 1923 - Fiat 519 S
- 1924 - San Giusto 750 (châssis)
- 1924 - Lancia Lambda (châssis)
- 1925 - Itala 11
- 1925 - Diatto 30
- 1926 - Alfa Romeo RL SS
- 1926 - FOD 18 HP (modèle unique)
- 1926 - Scat Ceirano 150 S
- 1928 - Maserati Tipo 26 B
- 1928 - Fiat 520
- 1928 - Alfa Romeo 6C 1500 Mille Miglia
- 1929 - Bugatti Type 35B
- 1929 - Fiat 509 A
- 1929 - Isotta Fraschini Tipo 8A S
- 1930 - Ford A
- 1930 - Lancia Lambda
- 1931 - Cord L-29
- 1932 - Fiat 508 Balilla
- 1932 - Lancia Augusta
- 1932 - Austin 7
- 1933 - Bentley 3.5 Litre
- 1934 - Citroën 11 CV
- 1934 - Cattaneo-Trossi
- 1934 - Alfa Romeo 8C 2300
- 1935 - Monaco-Trossi da competizione
- 1936 - Fiat 500 Topolino
- 1936 - Mercedes-Benz 500K
- 1937 - Packard Super Eight
- 1941 - Ford Jeep GPW
- 1947 - Cisitalia 202 SMM Spider Nuvolari
- 1947 - Cadillac Série 62
- 1948 - Lancia Aprilia
- 1948 - Cisitalia 202
- 1951 - Tarf
- 1951 - Alfa Romeo 159
- 1952 - Ferrari 500 F2
- 1952 - Alfa Romeo Disco Volante
- 1952 - Volkswagen Coccinelle
- 1953 - Lancia D24
- 1954 - Maserati 250F
- 1954 - Fiat Turbina
- 1954 - Alfa Romeo Giulietta Sprint
- 1954 - Mercedes-Benz RW196
- 1955 - Nibbio II
- 1955 - Lancia D50
- 1955 - Fiat 600
- 1958 - Fiat 1900 B Gran Luce
- 1958 - Lloyd Alexander TS
- 1958 - Lancia Aurelia B20
- 1958 - Vespa 400
- 1959 - Autobianchi Bianchina
- 1960 - Ferrari 246 F1
- 1961 - Lancia Flaminia presidentielle
- 1962 - Fiat 500D
- 1963 - Ferrari 156 F1
- 1964 - Fiat Abarth 2400 Coupé Allemano
- 1965 - Dragster
- 1965 - Alfa Romeo 2600 Touring Spider
- 1966 - NSU Ro 80
- 1967 - Autobianchi Primula
- 1968 - Maserati Mexico
- 1969 - Jaguar Type E
- 1972 - Iso Rivolta Lele F
- 1972 - Ferrari 365 GT4 2+2
- 1973 - FSO Syrena L 105
- 1975 - Alfa Romeo 33 TT/12
- 1980 - Ferrari 312 T5
- 1980 - Ferrari 308
- 1981 - Alfa Romeo 179 B
- 1982 - Ferrari 308 GT Turbo
- 1987 - Trabant 601
- 1987 - Phoenix II énergie solaire
- 1995 - Fiat Cinquecento Sporting Kit
- 1996 - Alfa Romeo 155 V6 TI
- 1996 - Ferrari F310
- 2000 - Fiat Ecobasic
- 2007 - Fiat 500
- 2007 - Alfa Romeo 8C Competizione
- 2009 - Alfa Romeo 8C Competizione Spider
- 2009 - Fioravanti LF1
- 2010 - Alfa Romeo 2uettottanta

## Le logotype
MAUTO est le logotype du nouveau Musée de l'AUtomobile de TOrino. Il a été conçu par le cabinet In Testa, une société qui appartient au groupe créé par Armando Testa. Le logotype comprend les lettres MAUTO avec une demi-roue stylisée.

## Récompenses
Le musée a reçu le prix IN/ARCH-ANCE 2011 récompensant le « meilleur bâtiment de nouvelle construction ».